# Drapetis steyskali
Drapetis steyskali är en tvåvingeart som beskrevs av Rogers 1983. Drapetis steyskali ingår i släktet Drapetis och familjen puckeldansflugor. Inga underarter finns listade i Catalogue of Life.